# Военный прокурор Доберман
«Военный прокурор Доберман» (кор. 군검사 도베르만, также известный как «Военный прокурор До Бэ Ман») — южнокорейская дорама в жанре юридической драмы 2022 года с Ан Бо Хёном и Чо Бо А в главных ролях. Транслировалась в эфире с 28 февраля по 26 апреля 2022 года каждый понедельник и вторник на телеканале tvN в 22:30 (KST).

## Сюжет
Амбициозный военный прокурор До Бэ Ман (Ан Бо Хён), который изначально стал военным прокурором ради денег и славы, с нетерпением ждёт дня выхода на пенсию. Однако в последний рабочий день ради мести тем, кто убил его родителей, он объединяется с идейной новенькой прокуроршей Ча У Ин (Чо Бо А), которая родилась в семье чеболей и впоследствии также стала военным прокурором из мести.

## В ролях

### В главных ролях
- Ан Бо Хён в роли капитана До Бэ Мана[2]

Военный прокурор, который пытался избежать военной службы, будучи исключённым из своей старшей школы после смерти родителей в автокатастрофе 20 лет назад. Несмотря на это, он смог окончить школу и стать юристом. Однако все его заявления о приёме на работу были отклонены несколькими юридическими фирмами из-за его низкого уровня образования. Решимость и интеллект Бэ Мана привлекли внимание коррумпированного, вспыльчивого юриста по имени Ён Мун Гу, который предложил ему работу в своей юридической фирме при условии, что он сначала проработает военным прокурором пять лет. Сначала он был очень предприимчивым человеком, так как работал исключительно ради денег и стремился искать более выгодные возможности через людей из своего окружения или Ён Мун Гу, к большому раздражению последнего. Однако после встречи с новым военным прокурором Ча У Ин, которая радикально изменила его точку зрения, они начинают расследовать дело о смерти своих родителей. 
- Чо Бо А в роли капитана Ча У Ин[2]

Новый военный прокурор, единственная дочь чеболя. Она выдаёт себя за военного юриста, но на самом деле очень умна и владеет боевыми искусствами, что она пытается медленно раскрыть До Бэ Ману. Она способна предсказать большинство движений своих противников. Она также иногда маскируется под «женщину в рыжем парике», чтобы отомстить тем, кто причинил зло другим, например, Хан Се На. Она стремится использовать До Бэ Ман для своего плана отомстить за уничтожение оборонной компании её отца IM Defense, когда того обвинили в коррупции. Обвинение привело к аресту её отца, который вскоре погибает в сомнительной автокатастрофе. После успешного расследования, уходит в отставку и возвращает себе IM Defense.
- О Ён Су в роли генерал-майора Но Хва Ён[2]

Коррумпированный генерал и новая теневая владелица IM Defense, а также первая женщина-командир дивизии с момента основания армии и член Патриотического общества. Она побеждает в конкуренции со стороны сотни мужчин-солдат, которые жаждут её места. Она ведёт себя жестко по отношению к своему сыну Но Тэ Наму, особенно когда он плохо себя ведёт и позорит её имя, наказывая того травмирующим образом. Однако она позволяет своему сыну стать председателем IM Defense, чтобы она могла реализовать свои амбиции в военной карьере. Она также несёт ответственность за смерть родителей Бэ Мана, несчастный случай с отцом У Ин и другие преступления. Является главным антагонистом сериала. После её разоблачения в многочисленных преступления, Хва Ён была приговорена к смертной казни.
- Ким Ён Мин в роли Ён Мун Гу[2]

Коррумпированный, вспыльчивый адвокат и бывший прокурор из особого отдела. Он легко злится, если что-то идёт не так, как планировалось, или когда его предают. Обычно он применяет принуждение и угрозы в отношении свидетелей или манипулирует доказательствами, которые потенциально могут навредить его клиентам в суде. Он работает на командующую Но, поддерживая её репутацию как самой высокопоставленной женщины в армии как можно более чистой. Он также докладывает ей о проступках Но Тэ Мана, чтобы она могла напрямую наказать его. Однако за спиной Но Хва Ён он хочет единолично завладеть IM Defense. В последствии был приговорён к тюрьме за соучастие в преступных действиях Хва Ён.
- Ким У Сок в роли Но Тэ Нама[2]

Сын Но Хва Ён, а также чеболь в третьем поколении, который становится председателем IM Defense в возрасте около 20 лет. Он также владеет баром под названием «Картель», куда он и знаменитый певец Аллен регулярно приглашают женщин, которым они подсыпают наркотики, подвергают сексуальному насилию и снимают на видео. Несмотря на то, что он ведёт себя грубо и жестко совершает преступления, он глубоко боится своей матери и обязательной военной службы. Из-за постоянных издевательств во время службы в армии, в которую он попадает под угрозой тюрьмы, он проходит взросление и осознаёт ошибочность своего пути, а также пути своей матери. Был близок со своим любимым доберманом Болтом, к которому относился с любовью и состраданием. В дальнейшем устраивается на работу в собачий приют и добровольно передаёт IM Defense Ча У Ин.

### Второстепенные роли

#### Люди вокруг До Бэ Мана
- Кан Маль Гым в роли До Су Гён[3]

Тётя До Бэ Мана, которая вырастила того после смерти его родителей. Она опытный детектив по расследованию убийств, которая вместе с Ча У Ин помогает Хан Се На после того, как на неё напали Аллен и Но Тэ Ман. Позже она начинает встречаться с начальником Бэ Мана Джу Хёком и рождает от него ребёнка после свадьбы.
- Квон Дон Хо в роли Со Рака[4]

Генеральный директор Seorak Cheonji, незаконного бизнеса, связанного с бандой. Он затаил обиду на До Бэ Мана после того, как его отца посадили в тюрьму.
- Ли Джин Су в роли До Сон Хвана[3]

Отец До Бэ Мана, работавший 20 лет назад военным судьёй в 58-й армейской бригаде. Погиб в автокатастрофе, подстроенной Но Хва Ён.
- Чхэ Сон-Хва в роли Ю Чжон-Ён[3]

Мать До Бэ-Мана, работавшая 20 лет назад военным судьёй в 58-й армейской бригаде. Она погибла в автокатастрофе вместе с мужем.

#### Люди вокруг Ча У Ин
- Кан Ён Сок в роли Кан Ха Джуна[5]

Владелец компании Kang's Solution, работающей в военной промышленности. Его компанию поддерживал отец Ча У Иа, поэтому он помогает ей достичь своих целей. В конце событий попадает на год в тюрьму, после чего отправляется заграницу учиться.
- Ю Хе ин в роли Хан Се На[6]

Модель и поклонница певца-айдола Аллена. Она отправила ему личное сообщение в Instagram и получила ответ. Была взволнована встречей с Алленом в ночном клубе Но Тэ Нама. Однако эта встреча обернулась насилием.

#### Члены Патриотического общества
- Нам Кён Ып в роли министра обороны Ли Джэ Сика[7]

Лидер Патриотического общества. Он был 4-звёздным генералом, который позже занял пост министра обороны.
- Ли Чон Ён в роли Хон Му Сопа[8]

Командир 4-й эскадрильи. Поднялся до должности после окончания шестого класса и сдачи экзамена на адвоката. Среди членов Патриотического общества он наименее раскрывает себя. Он был верен Ли Джэ Сику в течение длительного времени, но его позиция сужалась из-за того, что его скрывала Но Хва Ён. Он притворяется щедрым снаружи, но если он в любой момент уловит слабость Но Хва Ён, он полон решимости нацелиться на неё. Он также был вовлечён в нападения на своих помощников и новобранцев более низкого ранга, как физические, так и сексуальные. Бэ Ман успешно преследовал его по этим обвинениям, после чего Му Соп получает трёхлетний срок тюремного заключения.
- Лим Чхоль Хён в роли Вон Ки Чуна[9]

Командир 4-го батальона поискового батальона и самый молодой член Патриотического общества. Первоначально считалось, что он героически спас новобранца на минном поле и потерял ногу, но выяснилось, что он застрелил новобранца, и его нога была намеренно ампутирована Но Хва Ён, чтобы он мог стать политиком после выхода на пенсию. Позже он был убит Хва Ён после разоблачения.

#### Люди вокруг Но Хва Ён
- Чжо Хе Вон в роли Ян Чон Сук[10]

Помощница Но Хва Ён. В прошлом она подверглась сексуальному насилию со стороны Хон Му Сопа, и, в отличие от Хва Ён, испытывала противоречивые чувства из-за своих и Хва Ён безнравственных поступков.

#### Люди из Военного юридического бюро
- Ли Тэ Хён в роли Ём Сан Джина[11]

Ветеран-следователь из Военного юридического бюро 58-го отряда. Он работал с родителями Бэ Мана и был следователем, отвечающим за расследование несчастного случая, в котором 20 лет назад они погибли.

#### Военное юридическое бюро, 4-я пехотная дивизия
- Пак Джин У в роли Со Джу Хёка[12]

Юрисконсульт с полномочиями в Военном юридическом бюро 4-й пехотной дивизии, он был прямым начальником До Бэ Мана и Ча У Ин. Позже он начал встречаться с тётей Бэ Мана и стал её мужем.
- Го Гон Хан в роли Юн Сан Ги[13]

Военный следователь в Военном юридическом бюро и верный помощник До Бэ Мана, который отлично владеет компьютером и умеет водить машину.
- Ким Хан На в роли Ан Ю Ра[14]

Следователь и помощница Ча У Ин.

#### Другие
- Пак Сан Нам в роли Аллена[15]

Красивый певец-айдол и близкий друг Но Тэ Нама. Оба они часто тусуются в «Картеле» и совершают грубые преступления по отношению к женщинам, которых приглашают. Одной из его жертв была его собственная поклонница Хан Се На. Ча У Ин похищает его и его друзей из пентхауса, после чего они предстают перед судом.
- Рю Сон Рок в роли Ан Су Хо[16]

Сержант-майор, он сын президента банка Gusan. Двуличен и притворяется «хорошим парнем», хотя на самом деле совершил убийство в школьные годы. Из мести за арест Бэ Маном, он встретился с Со Раком и попросил его помочь убить Бэ Мана. Позже Бэ Ман подстрекает его издеваться над Тэ Намом, указывая, что настоящим виновником его осуждения был именно он. Су Хо позже стал одной из погибших жертв в ходе массового расстрела в военном лагере.
- Ким Бён Чон в роли военного судьи[17]
- Ким Ё Хан в роли Пён Сан Хо[18]

Полный и дружелюбный новобранец, который дружит с Тэ Намом и является единственным человеком в армии, который относится к Тэ Наму с добротой и состраданием. Однако из-за чрезмерных издевательств и сексуального насилия со стороны других новобранцев Сан Хо впал в ярость и устроил массовый расстрел, в результате которого погибло тринадцать человек. Был приговорён военным судом к смертной казни. Выжившие военные, издевавшиеся над ним, впоследствии также были наказаны за свои действия.

## Производство
25 января 2022 года были опубликованы фотографии с первого чтения сценария.